# ألفريدو أفيلا
ألفريدو أفيلا (بالإسبانية: Alfredo Ávila)‏ هو لاعب إسكواش مكسيكي، ولد في 17 يونيو 1991 في مدينة مكسيكو في المكسيك.

## وصلات خارجية
- ألفريدو أفيلا على موقع الاتحاد الدولي لمحترفي الاسكواش (مؤرشف) (الإنجليزية)
- ألفريدو أفيلا على موقع SquashInfo.com (الإنجليزية)